# Erich Kund
Erich Kund (* 1943) ist ein ehemaliger Schweizer Basketballspieler.

## Werdegang
Kund spielte beim Berner Basketball Club und wurde Nationalspieler. 1970 wechselte der 1,98 Meter große Spieler von Birsfelden zu Fribourg Olympic, nachdem er in der Vorsaison zweitbester Korbschütze der Nationalliga gewesen war. Beruflich war Kund als Mechaniker tätig. 1971, 1973, 1974, 1978 und 1979 wurde er mit den Üechtländern Schweizer Meister.
Beim Verein STB-Basket in Bern war Kund später Vorstandsmitglied und für den Bereich Werbung zuständig.